# Guerreros de Acapulco
Guerreros de Acapulco ist ein ehemaliger mexikanischer Fußballverein aus Acapulco im Bundesstaat Guerrero. Seine Heimspielstätte war die Unidad Deportiva Acapulco, die den höherklassigen Sportvereinen der Stadt seit Mitte der 1970er Jahre zur Verfügung steht.

## Geschichte
Der Verein entstand durch den 1986 erfolgten Umzug des Drittligisten Surianos de Iguala in den Touristenort Acapulco, wo die Mannschaft fortan unter der neuen Bezeichnung Guerreros antrat. Am Ende der Saison 1989/90 gelang die Vizemeisterschaft der drittklassigen Segunda División 'B' und der damit verbundene Aufstieg in die seinerzeit noch zweitklassige Segunda División, in der die Guerreros in der folgenden Saison 1990/91 vertreten waren. Sie stiegen jedoch unmittelbar wieder ab und waren in den folgenden drei Spielzeiten (1991 bis 1994) erneut in der Segunda División 'B' vertreten.
Als 1994/95 die Primera División 'A' eingeführt wurde, die die Segunda División im Rang einer zweiten Liga ablöste, gehörten die Guerreros zu deren Gründungsmitgliedern und waren für drei Spielzeiten in der neuen zweiten Liga vertreten. Zum Ende der Saison 1996/97 veräußerten sie ihre Lizenz an Mexikos populärsten Verein Chivas Guadalajara, der diese für sein neu gegründetes Filialteam Chivas Tijuana benötigte, das die folgenden zwei Spielzeiten (1997/98 und 1998/99) in der Primera A bestritt.

## Andere Vereine in Acapulco
Die hier behandelten Guerreros sind nicht identisch mit dem gleichnamigen Verein, der erst 2009 gegründet wurde und bereits Anfang 2012 nach Oaxaca verzog,
- Siehe auch: Fußball in Acapulco

## Erfolge
- Meister der Segunda División 'B': 1989/90